# The illusion's reckoning
The illusion's reckoning is het enige studioalbum van de muziekgroep Mantra Vega.

## Geschiedenis
Mantra Vega was een Brits/Amerikaanse band rondom Heather Findlay en Dave Kerzner. De basis voor de muziekgroep werd gelegd door die twee muzikanten. Findlay was voor langere tijd zangeres bij Mostly Autumn, Kerzner is vooral bekend vanwege sampling en de band Sound of Contact. De twee kwamen bij elkaar in 2014. Findlay zong in de track Into the sun van Kerzners album New world. Uit de begeleidingsband van Findlay kwamen de muzikanten Dave Kilminster en Chris Johnson mee aangevuld met Alex Cromarty (drummer onder andere van Mostly Autumn) en Stu Fletcher (basgitarist, onder andere bij The Seahorses).
Findlay en Kerzner, en met name die laatste, waren drukbezet. Als eerste teken van leven kwam de single Island uit, het is dan zomer 2015. Vervolgens werd ook een studioalbum aangekondigd, maar de uitgifte werd steeds uitgesteld. Uiteindelijk werd het album in april 2016 uitgebracht. Na de uitgifte zou de band ook gaan toeren, maar zowel Kerzner als Kilminster hadden bezigheden elders en werden vervangen door John Mitchell (o.a. Arena) en Angela Gordon, ook uit Mostly Autumn. Het voorprogramma werd daarbij verzorgd door Halo Blind, dan band van Johnson en Fletcher met drummer Gavin Griffiths van Panic Room. Na uitgifte van dit album werd het stil rond Mantra Vega, ieder ging weer zijn/haar eigen weg

## Musici
- Heather Findlay – zang
- Dave Kerzner – toetsinstrumenten
- Chris Johnson – gitaar (track 2, 4, 5, 7, 8, 10, 11)
- Dave Kilminster -  gitaar (2, 3, 5, 11)
- Stuart Fletcher – basgitaar (2, 3, 4, 5, 6, 7, 10, 11)
- Alex Cromarty – drumstel (2, 3, 4, 5, 6, 7, 10)
- Irene Jansen – zang (3)
- Angela Gordon – zang (3) , blokfluit (5, 11)
- Troy Donockley - zang, gitaar (3 )
- Georgia en Howard Ranin, Plamen Gulubov – zang (6)
- Matt Dorsey – mandoline, gitaar (6)
- Remko de Landmeter – bansuri (6, 8)
- Brett Caldas-Lima – toetsinstrumenten (7)
- Arjen Lucassen – gitaar (10)

## Muziek
| Nr. | Titel                                         | Duur |
| --- | --------------------------------------------- | ---- |
| 1.  | Every corner (Findlay, Kerzner)               | 2:36 |
| 2.  | Island (Findlay, Kerzner)                     | 5:53 |
| 3.  | Veil of ghosts (Findlay, Kerzner)             | 6:48 |
| 4.  | Lake Sunday (Findlay)                         | 6:10 |
| 5.  | Mountain spring (Findlay, Kerzner)            | 6:09 |
| 6.  | In a dream (Findlay, Kerzner, Dorsey)         | 5:21 |
| 7.  | Learning to be light (Findlay, Kerzner)       | 5:03 |
| 8.  | I’ve seen your star (Findlay, Kerzner)        | 6:00 |
| 9.  | Island (reprise) (Findlay, Kerzner)           | 1:42 |
| 10. | The illusion's reckoning (Findlay, Kerzner)   | 9:54 |
| 11. | Mountain spring (acoustic) (Findlay, Kerzner) | 6:02 |